# Nidovirales
Nidovirales is een orde van virussen die dieren en mensen als gastheer kan hebben, zoals MERS-CoV, SARS-CoV en SARS-CoV-2. Onder deze orde vallen de families Coronaviridae, Arteriviridae, Roniviridae en Mesoniviridae.
De orde Nidovirales is vernoemd naar het Latijnse nidus, wat nest betekent, omdat alle virussen in deze orde een nestvormig structuurmotief van subgenomisch mRNA produceert tijdens hun infectie.

## Taxonomie
- Abnidovirineae
  - Abyssoviridae
- Arnidovirineae
  - Arteriviridae
- Cornidovirineae
  - Coronaviridae
- Mesnidovirineae
  - Medioniviridae
  - Mesoniviridae
- Monidovirineae
  - Mononiviridae
- Ronidovirineae
  - Euroniviridae
  - Roniviridae
- Tornidovirineae
  - Tobaniviridae